# ムハンマド・アブドゥッラフマーン
ムハンマド・アブドゥッラフマーン（アラビア語: محمد عبد الرحمن、1989年2月4日 - ）とは、アラブ首長国連邦のサッカー選手。UAEリーグのアル・アインFCに所属しており、同国代表。

## 概要
カレド・アブドゥッラフマーンの弟であり、オマル・アブドゥッラフマーンの兄である。三兄弟揃って現在アル・アインFCに所属しており、オマルとは代表でも共に戦っている。

## タイトル

### クラブ
- アラビアン・ガルフ・リーグ制覇: 2012, 2013, 2015
- UAEプレジデントカップ制覇: 2009, 214
- アラビアン・ガルプ・スーパー・カップ（英語版）勝利: 2009, 2012, 2015

### 代表
- AFCアジアカップ3位: 2015